# Jan Łomnicki
Jan Łomnicki, né le 18 juillet 1927 à Pidhaïtsi et mort le 22 février 1992 à Varsovie, est un réalisateur et scénariste polonais. Il est le frère du cinéaste Tadeusz Łomnicki,.

## Filmographie

### Réalisateur
- 1961 : Naissance d'un navire (Narodziny statku), court métrage documentaire
- 1963 : Wiano
- 1966 : Kontrybucja
- 1967 : Cyrograf dojrzałości
- 1970 : Mała ankieta
- 1970 : Pan Dodek
- 1972 : Poślizg
- 1974 : Nagrody i odznaczenia
- 1976 : Ocalić miasto
- 1977 : Akcja pod Arsenałem
- 1991 : Jeszcze tylko ten las
- 1992 : Jeszcze tylko ten las
- 1994 : Szczur

## Récompenses et distinctions

### Prix
- Festival du film de Cracovie (documentaire)
  - Silver Hobby-Horse en 1962
  - Silver Hobby-Horse en 1961, pour Narodziny statku, l'histoire de construction d'un navire sur le chantier naval de Gdansk
- Festival international du film d'Édimbourg
  - Diplôme de mérite en 1961, pour Narodziny statku
- Festival international du film de Melbourne
  - Meilleur court-métrage (moins de 30 minutes) en 1962 pour Narodziny statku

### Nominations
- Festival international du film de Moscou de 1977
  - pour le Golden Prize - Ocalić miasto
- Mostra de Venise de 1991
  - pour le Golden Lion - Jeszcze tylko ten las
- Semaine du cinéma grec 1961